# Виноробство в Бразилії

Штат Ріо-Гранде-ду-Сул є центром виробництва бразильського вина.

Хоча Бразилія має відносно велику кількість виноградників, значна частина з них виробляє столовий виноград, і лише деякі виробляють бразильське вино. Оскільки значна частина Бразилії знаходиться недалеко від екватора, більша частина країни непридатна для виноградарства через спеку та вологість. Більша частина винного виробництва Бразилії зосереджена на півдні країни, далеко від екватора, у штаті Ріо-Гранде-ду-Сул, приблизно на 29 паралелі, недалеко від Уругваю та Аргентини. У цій місцевості багато виноградників використовують переваги більш прохолодного мезоклімату на висотах, значною мірою в регіоні Серра-Гауша.
Хоча вина вищої якості (vinho fino) виробляються з європейської виноградної лози Vitis vinifera, у 2003 році такими лозами було засіяно лише близько 5 000 га із 68 000 га.  Решта - це американські лози або гібридні лози, багато з яких легше вирощувати в цих умовах.

## Історія
Протягом століть було зроблено кілька менш вдалих спроб впровадження європейських лоз у Бразилію. Перші лози були привезені до Бразилії португальцями в 1532 році, які посадили їх у штаті Сан-Паулу.
Єзуїти привезли іспанські лози до Ріо-Гранде-ду-Сул в 1626 році, а поселенці 18-го століття з Азорських островів принесли живці лози з Мадейри та Азорських островів.
У 1840 плантації Ізабелли (сорт виду Vitis labrusca) на південному узбережжі Ріо-Гранде вважаються першими успішними виноградними плантаціями в Бразилії. 
До кінця 1870-х років виноробство закріпилося в Серра-Гауша, де італійські іммігранти велику частину виноградарства, і в основному виробляли американські виноградні лози. Пізніше були додані деякі італійські сорти та танна.
Виноробство вищої якості розпочалось у 1970-х роках, коли кілька міжнародних винних компаній, таких як Moet & Chandon  інвестували в Бразилію і привнесли сучасне обладнання.

## Дивитися також
- Аргентинське вино